# Пахтакор (імені Мір Саїда Алії Хамадоні район)
Пахтако́р (тадж. Пахтакор) — село у складі Хатлонської області Таджикистану. Входить до складу Кахрамонського джамоату району імені Мір Саїда Алії Хамадоні.
Назва означає бавовнороб.
Населення — 973 особи (2010; 950 в 2009).
Через село проходить автошлях Ґулістон-Маскав.